# Siegfried Fettke
Siegfried Fettke (* 20. April 1928 in Leipzig; † 20. September 2012 ebenda) war ein deutscher Fußballspieler. In der DDR-Oberliga, der höchsten Spielklasse im DDR-Fußball, spielte er von 1953 bis 1963 für Einheit Ost / Rotation Leipzig.

## Sportliche Laufbahn
Mit zehn Jahren begann Siegfried Fettke 1938 bei den Sportfreunden Markranstädt Fußball zu spielen. Nach Kriegsteilnahme und Gefangenschaft konnte er ab 1946 bei der ZSG Glückauf Markranstädt seine Karriere fortsetzen. 1948 wurde er mit den Markranstädtern Leipziger Bezirksmeister. Als zur Saison 1949/50 die zweitklassige Landesklasse Sachsen gegründet wurde, wechselte Fettke zum Ligakonkurrenten SG Probstheida, der sich im Oktober 1949 zur Betriebssportgemeinschaft (BSG) Erich Zeigner Leipzig umstrukturierte. Mit der BSG schaffte Fettke die Qualifikation für die ab 1950/51 neue zweitklassige DDR-Liga. Dort trat die BSG unter dem Namen Einheit Ost an, Fettke konnte durch Verletzungen beeinträchtigt aber nur vier Ligaspiele bestreiten. Auch in den folgenden Spielzeiten 1951/52 (ein Spiel) und 1952/53 (2) kam er kaum zum Zuge.
Auch als Einheit Ost 1953 in die Oberliga aufstieg, bestritt Fettke in seiner ersten Oberligasaison 1953/54 nur acht Punktspiele. Erst in der Spielzeit 1954/55, in der mit Heinz Krügel ein neuer Trainer die Mannschaft übernahm und diese nach dem 10. Spieltag in den neu gegründeten SC Rotation Leipzig überführt worden war, konnte er in der Oberliga mit 17 Einsätzen Fuß fassen. Vom 9. Spieltag an wurde bis zum Saisonende in allen Punktspielen als linker Außenläufer eingesetzt. Danach war Fettke bis zu seinem Laufbahnende ununterbrochen Stammspieler und für acht Jahre Mannschaftskapitän. Lediglich in der Spielzeit 1958 (Kalenderjahrsaison) fiel er wegen einer erneuten Verletzung für zehn Spieltage aus.
Im September 1955 kam Fettke bei einem Testspiel gegen den SC Motor Jena in der B-Nationalmannschaft zum Einsatz. Wegen angeblicher politischer Unzuverlässigkeit fand er aber später keine Berücksichtigung mehr in den DDR-Auswahlmannschaften. Dagegen kam er zu internationalen Einsätzen mit der  Leipziger Stadtauswahl im europäischen Pokalwettbewerb der Messestädte. Dort bestritt er zwischen 1956 und 1959 vier Spiele und erzielte ein Tor.
Seine letzte Saison in der Oberliga bestritt Fettke 1962/63, in der er noch einmal alle 26 Punktspiele absolvierte. In seinem letzten Oberligaauftritt erzielte er im Auswärtsspiel gegen den SC Chemie Halle beim 2:1-Sieg der Leipziger sein 19. Meisterschaftstor für den SC Rotation. Darunter waren zahlreiche Elfmetertore, mit denen er sich den Ruf eines Strafstoßspezialisten erwarb. In seinen neun Oberligaspielzeiten war er auf 198 Punktspieleinsätze gekommen. Zur Saison 1963/64 wurden die Fußballsektionen des SC Rotation und des Leipziger Oberligakonkurrenten SC Lokomotive Leipzig aufgelöst, und deren Spieler sollten auf die neuen Oberligamannschaften des SC Leipzig und der BSG Chemie Leipzig aufgeteilt werden. Dies nahm der 35-jährige Fettke zum Anlass, seine Laufbahn als Leistungsfußballer zu beenden. 1970 tauchte er noch einmal als ehrenamtlicher Trainer der drittklassigen Bezirksligamannschaft der BSG LW Rackwitz auf.